# Sphenoptera battinii
Sphenoptera battinii es una especie de escarabajo del género Sphenoptera, familia Buprestidae. Fue descrita científicamente por Théry en 1932.

## Distribución
Habita en la región afrotropical.